# William Popp
William Popp (ポープ・ウィリアム Popp William?, Tokio, 21 de octubre de 1994) es un futbolista japonés que juega como guardameta en el Shonan Bellmare de la J1 League.

## Trayectoria

### Clubes
| Club                       | País  | Año       |
| -------------------------- | ----- | --------- |
| Tokyo Verdy                | Japón | 2013-2017 |
| FC Gifu (cedido)           | Japón | 2016      |
| Kawasaki Frontale (cedido) | Japón | 2017      |
| Kawasaki Frontale          | Japón | 2018-2020 |
| Oita Trinita (cedido)      | Japón | 2019      |
| Fagiano Okayama (cedido)   | Japón | 2020      |
| Oita Trinita               | Japón | 2021      |
| F. C. Machida Zelvia       | Japón | 2022-2023 |
| Yokohama F. Marinos        | Japón | 2024-2025 |
| Shonan Bellmare            | Japón | 2025-     |

## Palmarés

### Títulos nacionales
| Título    | Club                 | País  | Año  |
| --------- | -------------------- | ----- | ---- |
| J1 League | Kawasaki Frontale    | Japón | 2017 |
| J1 League | Kawasaki Frontale    | Japón | 2018 |
| J2 League | F. C. Machida Zelvia | Japón | 2023 |